# Liêu Dương

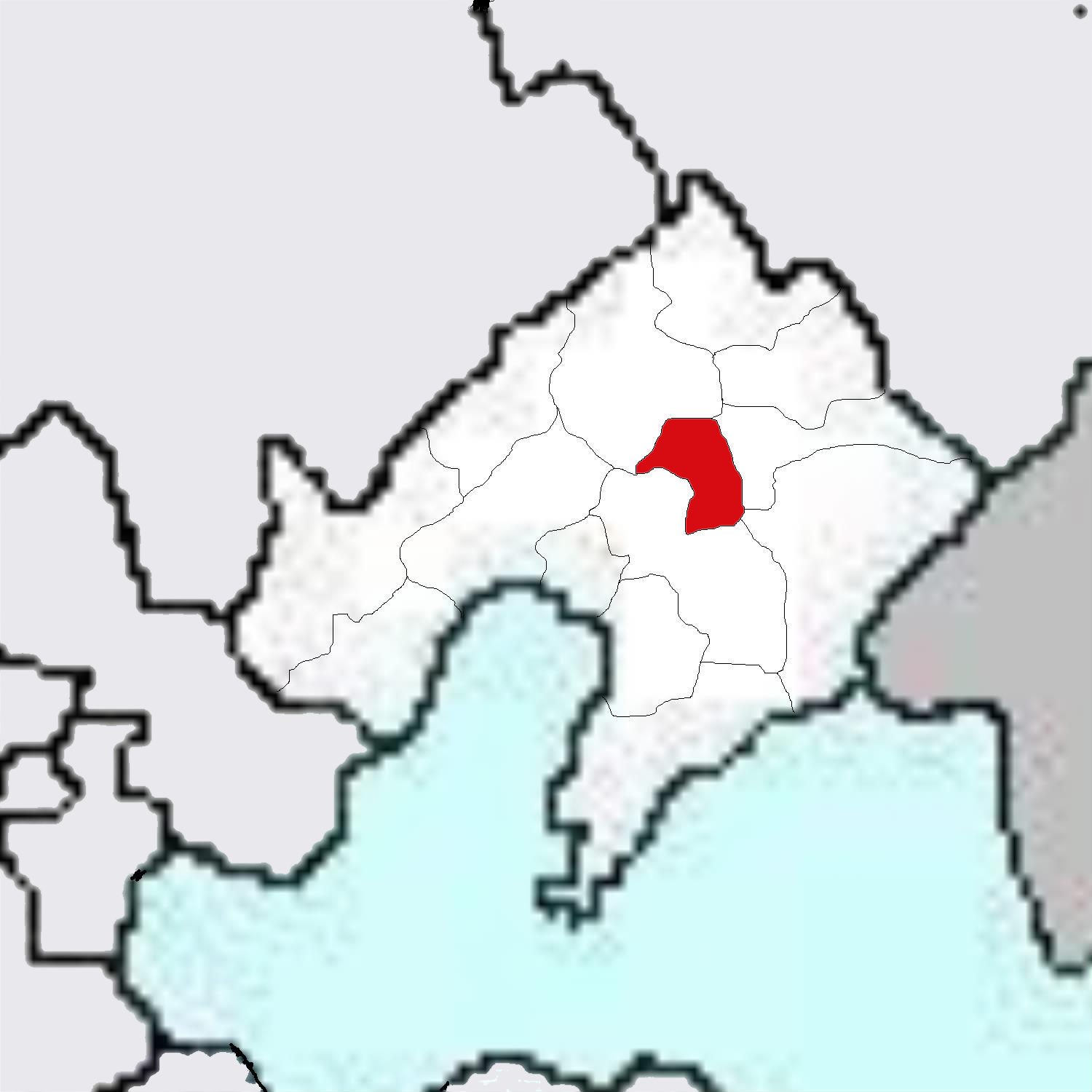

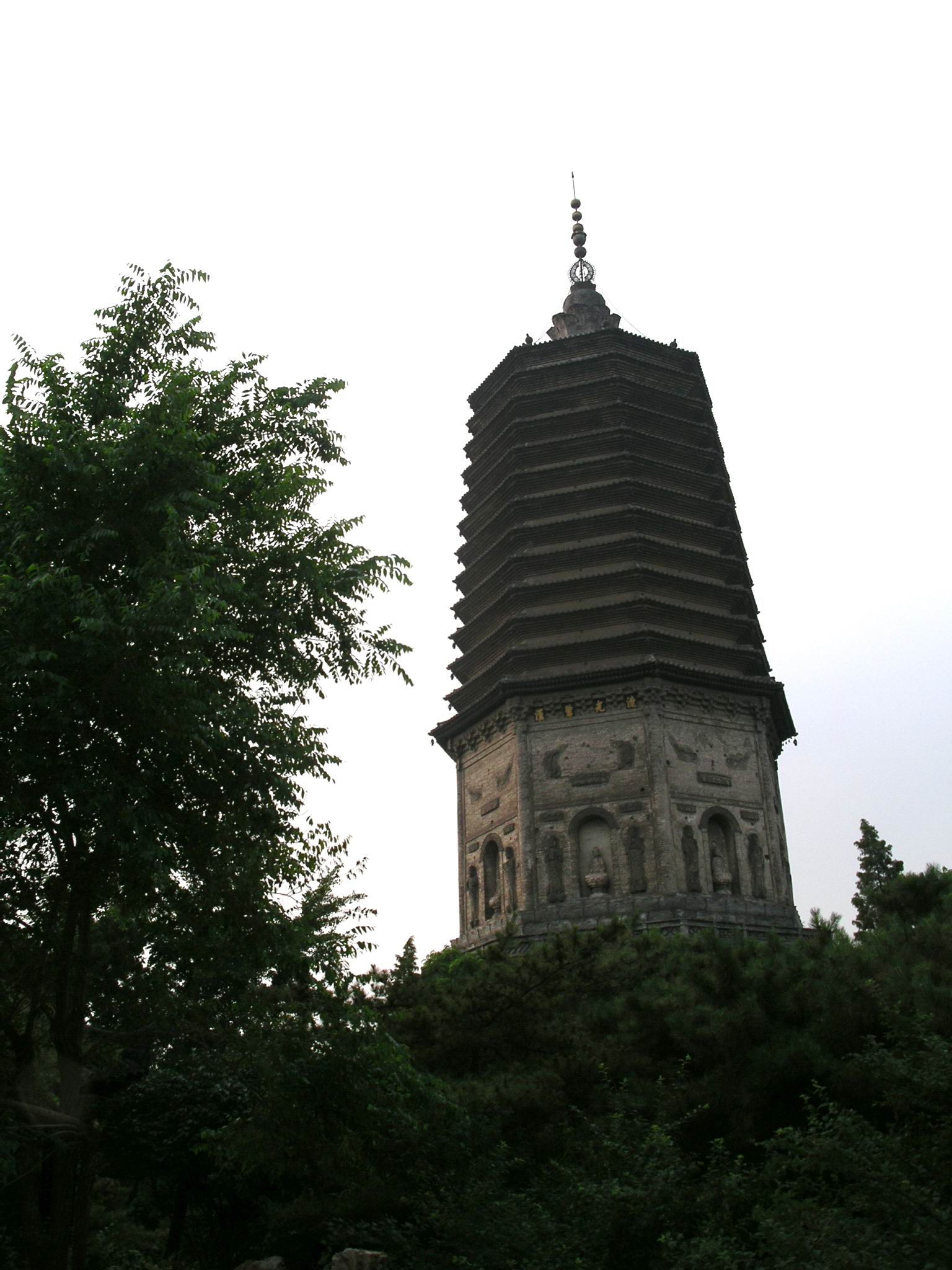
Chùa Liêu Dương

Liêu Dương (giản thể: 辽阳市; phồn thể: 遼陽市; bính âm: Liáoyáng Shì) là một địa cấp thị thuộc tỉnh Liêu Ninh, Trung Quốc. Thành phố này nằm ở phần trung tâm của bán đảo Liêu Ninh được cho là xinh đẹp và giàu có. Diện tích của thành phố là 4.710 km², dân số năm 2020 là 1.604.580 người, trong đó 877.832 người sống trong vùng nội thành. Thành phố tọa tạc bên bờ sông Thái Tử với dân số gần 1 triệu người. Thành phố Liêu Dương nằm ở phía nam Thẩm Dương và mất khoảng 1 tiếng đồng hồ xe hơi để đi đến đó. Liêu Dương có trường đại học ngoại giao và nhiều trường dạy nghề. Thành phố này chịu ô nhiễm không khí do vùng đô thị và các khu công nghiệp gây ra.

## Lịch sử
Liêu Dương là một trong những thành phố có người ở liên tục cổ xưa nhất ở đông bắc Trung Quốc. Thành phố có ngôi chùa Bạch Tháp nổi tiếng xây dựng từ thời nhà Nguyên. Chùa Bạch Tháp nằm trong Công viên Bạch Tháp. Liêu Ninh đã từng là thủ đô của Mãn Châu. Hoàng đế đã dời đô về Thẩm Dương năm 1625. Đây là nơi từng diễn ra trận chiến Liêu Ninh (24/8 đến 4/9/1904), một trong những trận đánh lớn của Chiến tranh Nga-Nhật.

## Hành chính
Liêu Dương quản lý 7 đơn vị hành chính gồm 5 quận, 1 huyện và quản lí đại thể 1 thành phố cấp huyện.
- Quận: Bạch Tháp (白塔区), Văn Thánh (文圣区), Hoành Vĩ (宏伟区), Cung Trường Lĩnh (弓长岭区), Thái Tử Hà (太子河区)
- Huyện: Liêu Dương (辽阳县)
- Thành phố cấp huyện: Đăng Tháp (灯塔市)

## Người nổi tiếng
- Tào Tuyết Cần (曹雪芹): nổi tiếng với tác phẩm "Hồng Lâu Mộng" (红楼梦).

## Thành phố kết nghĩa
- Los Gatos, California, Hoa Kỳ